# Petermann von Ligerz
Petermann von Ligerz (französisch Petermand de Gléresse; * um 1558; † 1628 in La Neuveville; heimatberechtigt ebenda) war Neuenburger Staatsrat. Sein Vater begründete die Neuveviller Linie der jüngeren Familie Ligerz.

## Leben und Wirken
Petermann von Ligerz wurde um 1558 geboren und 1578 erstmals als Venner von La Neuveville erwähnt. Seine Eltern waren der Maire (1574–1610) Vinzenz von Ligerz und Helene, Tochter des Beat von Luternau. Er heiratete Katharina von Mülinen. Da Biel seine Ernennung zum Meier (fürstbischöflicher Stadtregent) ablehnte, wurde er fürstbischöflicher Statthalter und von 1606 bis 1610 Landvogt im Erguel. Als Nachfolger seines Vaters war er anschliessend bis 1628 Kastlan des Schlossbergs und Maire der Stadt. Zuletzt wirkte Ligerz von 1610 bis 1612 als Meier von Biel und seit 1611 als Neuenburger Staatsrat.
Der kinderlose Ligerz richtete 1617 nach dem Tod seiner Frau einen Familienfonds ein. Nutzniesser waren vor allem die Kinder seines Bruders Hans Christoph von Ligerz. Dieser war seit 1587 Bürger von Freiburg und von 1591 bis 1596 Vogt von Vaulruz. Er konvertierte zum Katholizismus.

## Belege
1. 1 2  André Imer: Petermann von Ligerz. In: Historisches Lexikon der Schweiz.  13. September 2021.

| Personendaten    | Personendaten          |
| ---------------- | ---------------------- |
| NAME             | Ligerz, Petermann von  |
| ALTERNATIVNAMEN  | Gléresse, Petermand de |
| KURZBESCHREIBUNG | Neuenburger Staatsrat  |
| GEBURTSDATUM     | 1558                   |
| STERBEDATUM      | 1628                   |
| STERBEORT        | La Neuveville, Schweiz |